# Pappersgarn

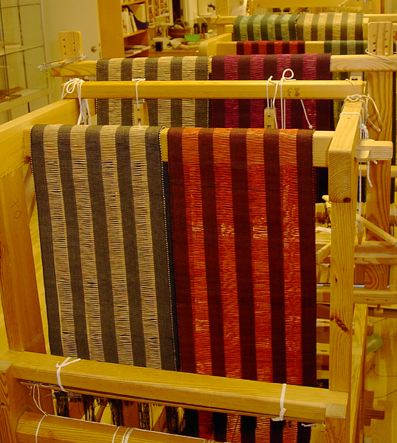
Löpare i olika pappersgarner

Pappersgarn är tillverkat av papper som lindas eller viras samman till ett slags tråd lindat på härva. Garnet lämpar sig för dekorativa vävar, och vävs i fuktat tillstånd för att vara böjligt. Man doppar garnet inför vävningen i vatten och låter det droppa av en stund för att vara just bara fuktat.

## Traditionell användning
Under krigsåren och tiden närmast därefter, användes pappersgarn till skördegarn, omslagsgarn, rep, linor o d. Detta garn levererades i nystan och rullar på samma sätt som garn av hampa o d. 
Garnet var spunnet av pappersremsor, vanligen mellan 20 och 100 mm breda i längder mellan 10 och 12 000 m och en vikt på 40 – 60 g/m2. För att göra pappersgarnet hållbart mot fukt impregnerades papperet på olika sätt. 